# Unimate

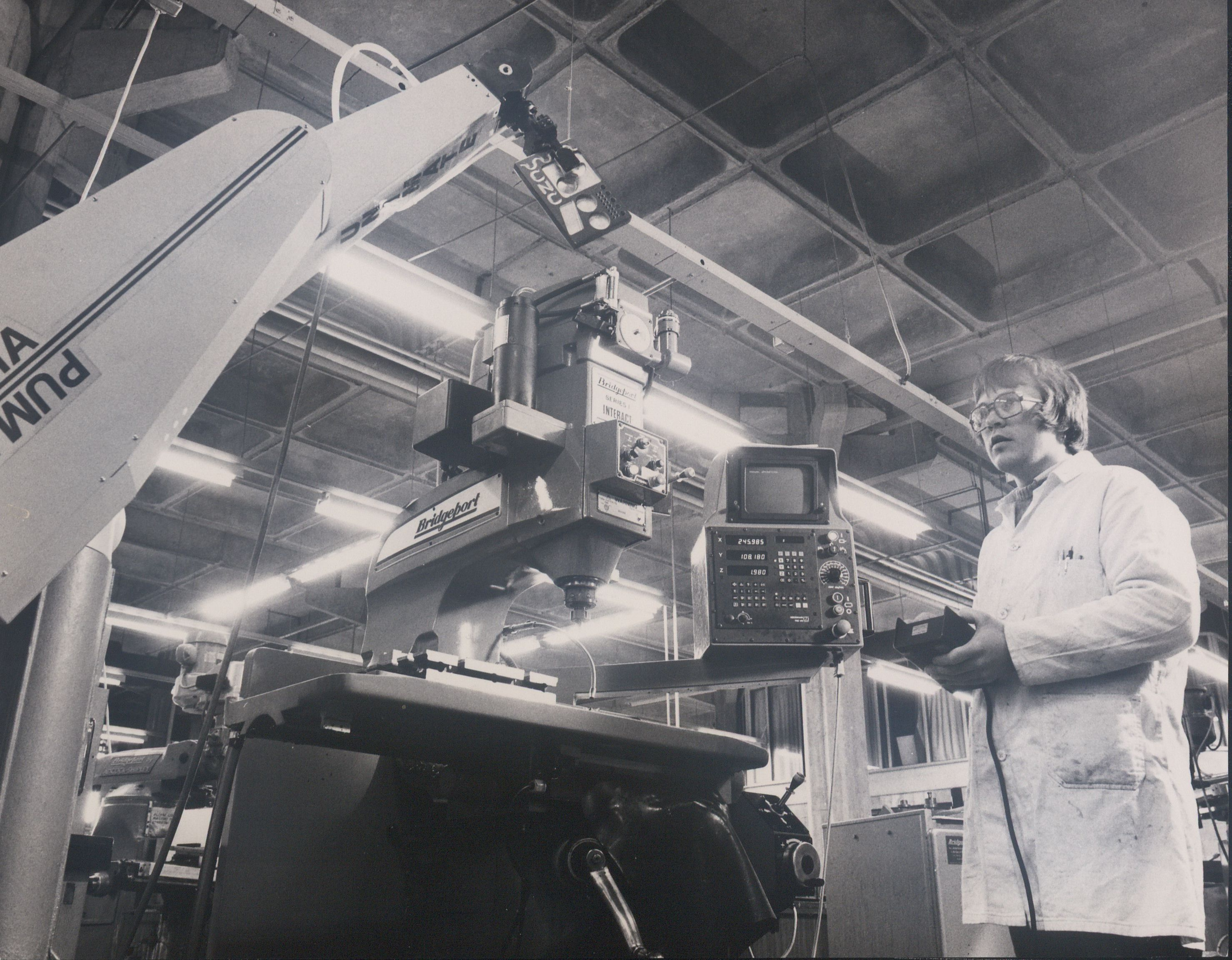
L'Unimate de GM

Unimate est le premier robot industriel. Il est en fait un descendant direct des télémanipulateurs développés pour les besoins du nucléaire.  Il est vendu à partir de 1961 par la société américaine Unimation, créé par George Devol, l'un des pionniers de la robotique universelle et Joseph Engelberger. Il est utilisé pour la première fois sur les lignes d'assemblage de General Motors, usine dans le New Jersey,